# Atentado do Riocentro
O Atentado do Riocentro, também chamado Caso do Riocentro, foi um ataque terrorista perpetrado por setores do Exército Brasileiro e da Polícia Militar do Rio de Janeiro na noite de 30 de abril de 1981, com o objetivo de incriminar grupos que se opunham à ditadura militar no Brasil e, assim, justificar a necessidade do seu aparato de repressão e retardar a abertura política em andamento. Exemplo emblemático do terrorismo de Estado praticado pela ditadura, previa uma série de explosões no Centro de Convenções do Riocentro, no Rio de Janeiro, quando ali se encontravam 20 mil pessoas durante um espetáculo de MPB em comemoração do Dia do Trabalhador.
Parte de uma longa série de atentados a bomba conduzidos por membros das Forças Armadas do Brasil, o atentado foi planejado como o maior ataque terrorista da história do país e recebeu intensa preparação, com conhecimento e participação da alta cúpula militar e, possivelmente, do próprio presidente da República, o general João Figueiredo. As explosões levariam o público a assustar-se e a buscar escapar rapidamente do Riocentro, ocasionando grande número de feridos e, potencialmente, centenas de pessoas pisoteadas. Contudo, a condução desastrada da operação minou os seus efeitos. Uma das bombas explodiu longe de seu alvo e outra detonou prematuramente, danificando os explosivos restantes e vitimando dois dos terroristas, o sargento Guilherme Pereira do Rosário, que morreu instantaneamente, e o capitão Wilson Dias Machado, que ficou gravemente ferido. Na sequência dessas falhas, outros militares removeram discretamente os explosivos instalados no palco do show, antes que explodissem.
Na tentativa de assegurar a impunidade de seus autores, durante as investigações o Exército forjou evidências e creditou o ataque a organizações de esquerda que na época se encontravam inativas, uma conclusão que, imediatamente, foi recebida como sendo mentirosa. As investigações seriam reabertas muitas vezes ao longo dos anos, mas sempre freadas por decisões do Judiciário de que os crimes estariam cobertos pela Lei da Anistia — tecnicamente, aplicável apenas a crimes cometidos entre 1961 e 1979 — e, mais tarde, de que eles estariam prescritos. Em seu último episódio, em 2014 foram formalmente acusados de crimes relacionados ao atentado os generais Newton Cruz, Otávio Aguiar de Medeiros, Job Lorena de Sant’Anna e Edson Sá Rocha, e os coronéis Freddie Perdigão Pereira e Wilson Machado, dentre outros, mas o Tribunal Regional Federal da 2ª Região decidiu pelo trancamento da ação penal, e mais tarde essa decisão foi mantida pelo Superior Tribunal de Justiça e o Supremo Tribunal Federal.
A farsa em torno das investigações teve consequências severas, incluindo uma divisão das Forças Armadas entre os que apoiavam o ataque e aqueles que exigiam justiça contra os terroristas, e a renúncia do general Golbery do Couto e Silva, então Chefe da Casa Civil e o artífice do governo Figueiredo. Sob vigorosa pressão da sociedade, de setores das Forças Armadas e de políticos da oposição, o governo Figueiredo jamais pôde recuperar sua autoridade e viu-se incapaz de eleger um sucessor. O episódio, com seus desdobramentos, tornou-se um marco da decadência e do esgotamento da ditadura militar, que, quatro anos depois, daria lugar à Nova República.

## Contexto político
Desde meados dos anos 1960, o endurecimento da ditadura militar brasileira levou à intensificação da oposição a ela, tanto por grupos que decidiram pegar em armas para combatê-la quanto por segmentos mais amplos da sociedade, que passaram a mobilizar-se por acreditarem que, a despeito da violência praticada pelos militares, o restabelecimento da democracia poderia ser buscado de maneira pacífica. A tática de guerrilha, contudo, foi abandonada logo nos primeiros anos da década de 1970, pois esses setores da esquerda já não tinham mais como levá-la adiante por falta de recursos e de membros, que haviam sido dizimados ou estavam exilados. Em meados dos anos 1970, portanto, o maior núcleo de oposição à ditadura não era mais a opção pelo socialismo ou comunismo das guerrilhas, mas a oposição civil em defesa da volta do estado democrático, fosse pelo Movimento Democrático Brasileiro, o partido oficial da oposição, fosse pelas manifestações de rua que voltavam a sacudir o país.
Pressionado pela mobilização da sociedade e na esteira do esgotamento do milagre econômico do governo que o antecedera, desde 1974 o general Ernesto Geisel, o quarto militar a ocupar o posto de presidente da República desde o Golpe de 1964, vinha pondo em prática medidas graduais visando a reabertura política do país, mas não sem enfrentar a intensa oposição de setores linha-dura das Forças Armadas do Brasil. Embora a política de Geisel fizesse concessões vacilantes à ampliação das liberdades públicas e incluísse a manutenção da repressão violenta à oposição, como forma de acalmar a linha-dura, os membros desta recusavam-se a aceitar as medidas progressistas do governo e desejavam garantir sua supremacia durante as eleições indiretas que seriam realizadas em 1978.
Com essa finalidade, esses militares passaram a arquitetar atentados terroristas com vistas a enfraquecer os setores dominantes das Forças Armadas, que eles viam como brandos e ineficazes — até mesmo com "inclinações esquerdistas" — e também com a finalidade de intensificar o sentimento anticomunista da população de tal forma que sua proposta linha-dura viesse a ser vista como necessária ao país. Não que se tratasse de uma estratégia nova, visto que já entre 1967 e 1968 militares liderados por Aladino Félix e o general Paulo Trajano da Silva haviam realizado uma longa campanha de assaltos à mão armada e ataques a bomba com o objetivo de levar a um endurecimento da ditadura que assolava o país. Pioneiros do terrorismo de Estado no Brasil, esses ataques foram anteriores ao surgimento do terrorismo de esquerda do final dos anos 1960, mas devido às manobras dos militares, acabaram creditados a grupos de esquerda e tiveram papel significativo na promulgação do AI-5, de 13 de dezembro de 1968.

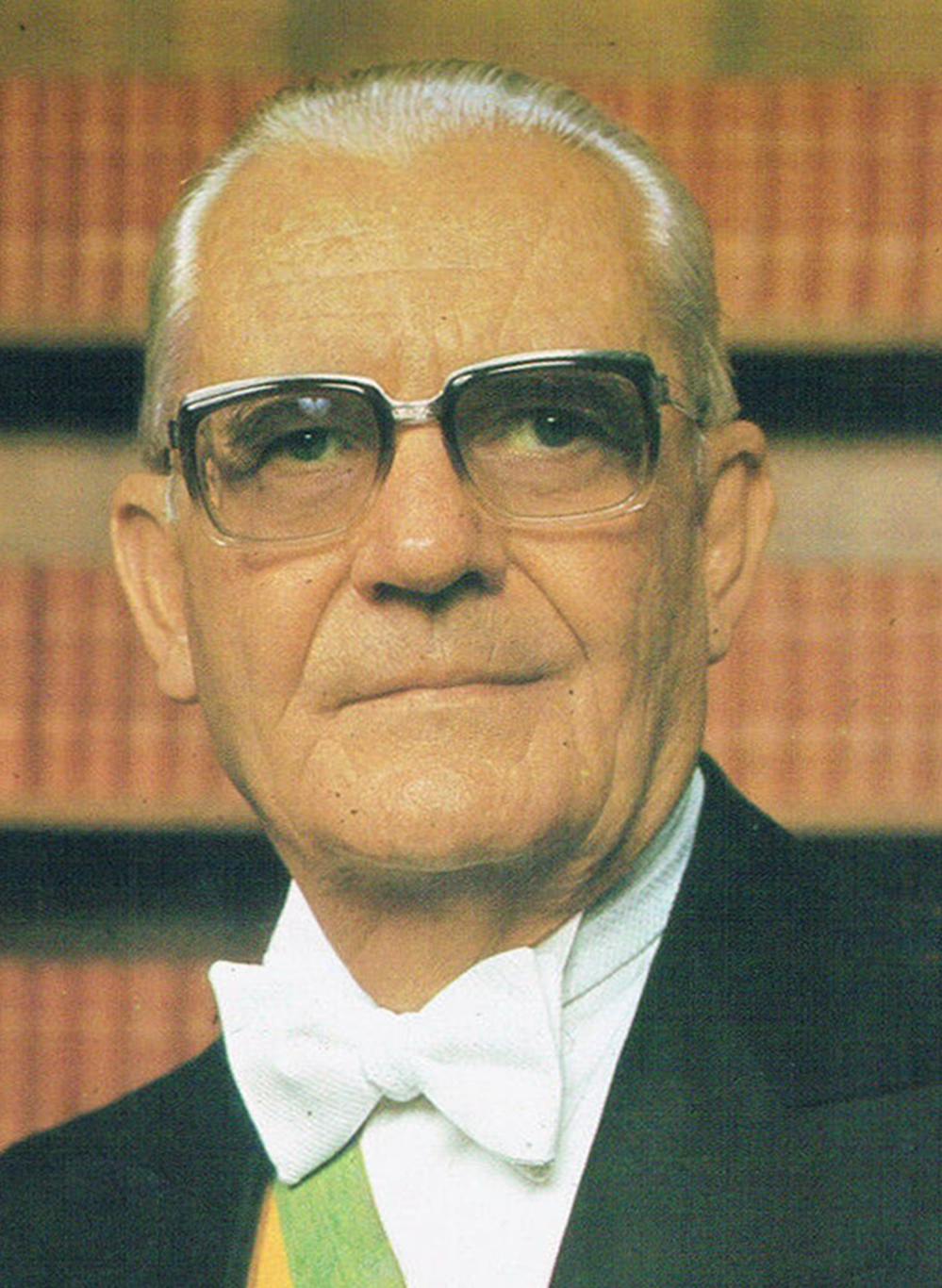
Ernesto Geisel foi o presidente militar que mais cassou políticos de oposição, mas isso não impediu que setores das Forças Armadas continuassem com sua campanha de atentados terroristas

Como parte dos esforços do governo Geisel em frustrar as tentativas dos setores mais radicais das forças armadas em mobilizar o apoio das tropas como um todo, em 1979 o presidente escolheu como seu sucessor o general João Figueiredo. Anteriormente chefe do gabinete militar do governo Médici, Figueiredo também fora chefe do Serviço Nacional de Informações (SNI) e praticamente toda a sua carreira estava ligada à chamada "comunidade de informações" do Exército, que era responsável direta pelas atividades de repressão à oposição ao governo, por meio de organizações como o próprio SNI, o Centro de Informações do Exército (CIE) e o Destacamento de Operações de Informação do Centro de Operações de Defesa Interna (DOI-CODI). Sua escolha como sucessor de Geisel, portanto, visava superar resistências e compor alianças que sustentassem o processo de reabertura política do país.
A imposição de Figueiredo como candidato, contudo, foi uma vitória "com gosto de derrota", pois Geisel jamais foi capaz de conquistar o engajamento ou a despolitização do Alto Comando das Forças Armadas e dos diferentes setores destas. Como parte dessa dinâmica e em razão de seu histórico profissional, o general Figueiredo teve de colaborar com a comunidade de informações das Forças Armadas e evitaria confrontá-la, principalmente o CIE, cujos integrantes estavam inconformados com os rumos políticos do governo. Além de suas motivações comuns com o restante da ala linha-dura dos militares, os membros desse grupo haviam sido responsáveis por centenas de casos de tortura e assassinato de opositores, e, portanto, temiam ser humilhados e punidos caso o regime se desfizesse e a oposição viesse a assumir o poder. O fim da ditadura, além disso, já vinha limitando severamente as atividades da comunidade de informações e esse grupo temia perder seu poder e benesses.

João Figueiredo provinha da "comunidade de informações", responsável pelo Atentado do Riocentro

Por isso, para eles também era interessante que a esquerda voltasse a se envolver na luta armada, de modo a justificar mais repressão política e a continuidade dos órgãos em que trabalhavam. Na falta de um perigo evidente, visto que a ação armada da esquerda havia sido abandonada muito antes, esses grupos estavam dispostos a forjar ameaças da parte de "subversivos de esquerda", que, eles esperavam, levariam a uma volta da repressão mais violenta e aumentariam a importância dada aos órgãos de segurança da ditadura.
Nesse contexto, entre 1978 e 1987 esses militares deram continuidade à campanha de ataques à bomba que vinha sendo levada a cabo pelo país pelos setores linha-dura. Os ataques desse período, contudo, seriam mais numerosos e virulentos e, somente a partir de janeiro de 1980, somariam cerca de 74 atos terroristas. Em particular, buscando intimidar a imprensa que criticava a ditadura e lideranças que se opunham a ela, apenas entre 1979 e 1981 ao menos quarenta explosões contra bancas de jornal foram realizadas por militares, enquanto ataques a bombas também atingiram instituições como a Ordem dos Advogados do Brasil, a Associação Brasileira de Imprensa e a Casa do Jornalista, bem como livrarias e universidades e as sedes de jornais como O Estado de S. Paulo, Hora do Povo, Em Tempo (Belo Horizonte) e O Pasquim. Até mesmo militares que defendiam a reabertura política passaram a ter suas famílias ameaçadas. O show em comemoração do Dia do Trabalhador, que testemunharia o Atentado do Riocentro, já fora alvo de uma bomba no ano anterior, em 26 de abril 1980, que explodira em uma loja que vendia ingressos para o evento.

## Show 1º de Maio
Localizado em Jacarepaguá, na cidade do Rio de Janeiro, o Riocentro era o maior centro de eventos da América Latina e, em 30 de abril de 1981, sediaria o Show 1º de Maio, uma celebração do Dia do Trabalhador que era organizada anualmente pelo Centro Brasil Democrático (Cebrade), uma organização cultural presidida pelo arquiteto Oscar Niemeyer e com ligações com o Partido Comunista Brasileiro.
Nesse ano o evento contava com roteiro de Chico Buarque de Hollanda e Fernando Peixoto, e fazia uma homenagem especial a Luiz Gonzaga. O público esperado era de 30 mil pagantes, mas de fato ele viria a reunir cerca de 20 mil pessoas, em sua maioria jovens, que compareceram para assistir às apresentações de artistas renomados da música popular brasileira, dentre os quais o próprio Luiz Gonzaga, seu filho Gonzaguinha, Alceu Valença, Clara Nunes, Djavan, Ivan Lins, Gal Costa, Fagner, João Bosco, Ney Matogrosso, Paulinho da Viola, Simone e Beth Carvalho. No momento da primeira explosão, em torno das 21h20min, cantava Elba Ramalho.

## Objetivo e preparativos
Uma série de eventos nos dias que antecederam o Show 1º de Maio indicam que o atentado a bomba no Riocentro foi premeditado e objeto de intenso planejamento por parte de setores do Exército Brasileiro e da Polícia Militar do Rio de Janeiro. As edições anteriores do concerto do Dia do Trabalhador do Cebrade contaram com policiamento realizado pela Polícia Militar, que, além do mais, sempre fazia o policiamento nos eventos do Riocentro, especialmente em eventos como o daquela noite, com um público esperado de até 30 mil pessoas. Ademais, em 1980 o mesmo show havia sido alvo indireto de um ataque a bomba, que explodiu em uma loja que vendia seus bilhetes de ingresso. Como esperado, portanto, em 14 de abril de 1981 os organizadores do concerto solicitaram ao comandante do 18.º Batalhão de Policia Militar o policiamento interno e externo do Riocentro durante o evento.
Dez dias depois, a PM distribuiu uma ordem de serviço determinando que o policiamento no show do Riocentro teria efetivo de 43 homens a pé, uma força de choque, um policiamento a cavalo, uma guarnição e uma rádio patrulha, todos sob o comando de um capitão da PM. Contudo, dois dias antes do evento, o comandante do 18.º Batalhão, coronel Sebastião Hélio Faria de Paula, foi exonerado de seu posto e substituído pelo tenente-coronel Ile Marlen Lobo Pereira Nunes. Contrariando a tradição da PM, que habitualmente realizava atos solenes durante o hasteamento da bandeira, pela manhã, a cerimônia de passagem do comando foi agendada para as 15h do dia 30 de abril, poucas horas antes do início do show.

O Show 1º de Maio reunia grandes nomes engajados na oposição à ditadura

Paralelamente, pela manhã do dia 30 de abril, o comandante da PM do Rio de Janeiro, coronel Newton Albuquerque Cerqueira, transferiu seu comando para o chefe de seu estado-maior, o tenente-coronel Fernando Antônio Pott, alegando a necessidade de uma viagem a Brasília. Na tarde desse dia, poucas horas antes das explosões, o coronel Cerqueira telefonou ao tenente-coronel Pott ordenando-lhe que suspendesse todas as atividades de policiamento durante o concerto que se iniciaria no Riocentro, e que mantivesse de prontidão, no quartel, uma tropa de sessenta homens, que poderiam ser acionados em caso de emergência. Os organizadores do evento seriam informados dessas mudanças minutos antes do início do show.
Ao mesmo tempo, ações foram promovidas para garantir que a segurança no Riocentro seria parca em relação ao habitual. Algumas semanas antes do evento, o chefe de segurança do Riocentro, coronel Dickson Grael, fora demitido sem maiores explicações e substituído pelo tenente Cesar Wachulec, que, apesar das dificuldades, foi capaz de montar uma operação de última hora para a segurança do show. Contudo, no dia do evento o tenente Wachulec foi removido da chefia de segurança e posto para supervisionar exclusivamente o movimento das bilheterias, de acordo com uma decisão da assessora da presidência do Riocentro, Maria Ângela Campobianco. A coordenação geral dos seguranças foi transferida para outro funcionário, um mecânico de profissão, sem qualquer experiência com a segurança de eventos, e, quando do início do espetáculo, às 21h, apenas cinco dos 28 portões do Riocentro estavam abertos; os outros haviam sido trancados por ordem de Maria Ângela Campobianco, a fim de impedir a saída rápida dos espectadores em caso de emergência.
Poucas horas antes do concerto, um grupo de quinze indivíduos armados se reuniu em um restaurante às margens da estrada Grajaú-Jacarepaguá, a fim de acertar os últimos detalhes do plano. O grupo, que examinava e discutia planos em torno de um mapa, chamou a atenção dos funcionários do restaurante, que, confundindo-os com potenciais assaltantes de banco, telefonaram para a polícia. Uma viatura que se encontrava nas redondezas chegou a comparecer ao local, mas, dada a superioridade numérica do grupo, limitou-se a anotar as chapas de matrícula de cinco automóveis utilizados por ele, dentre as quais a do veículo que seria usado no atentado daquela noite e acabaria destruído, um Puma GTE marrom metálico com a placa de identificação OT-0297.
Ainda antes do concerto, diversas placas de sinalização indicando o caminho do Riocentro e painéis publicitários localizados no próprio terreno do centro de convenções foram pichados com a sigla VPR, em referência à Vanguarda Popular Revolucionária, um grupo de extrema-esquerda que fora ativo entre 1966 e 1973. Relatos posteriores confirmariam que essas pichações foram organizadas pelo policial civil Mario Viana, codinome "Mineiro", que naquele dia estivera recrutando pessoas com essa finalidade nas imediações do Riocentro.
Conforme imagens fotográficas feitas naquela noite e relatos de diversas pessoas que observaram o veículo nas horas que se seguiram à primeira explosão, dentro do carro haviam outras bombas e explosivos, além dos que efetivamente foram detonados naquela noite. Anos mais tarde também viria à tona que, além delas, ao menos outras duas bombas haviam sido instaladas no interior do pavilhão onde se realizava o show musical, mas que, logo depois da desastrosa explosão no Puma, foram desarmadas discretamente por militares.
Acredita-se que esse conjunto de explosivos seria detonado no interior do pavilhão e junto às saídas de emergência do Riocentro, depois que explosões menores tivessem chamado a atenção do público e provocado um blecaute. Isso causaria uma grande comoção e incitaria o público a desesperar-se e buscar abandonar o local rapidamente, o que levaria a um grande número de feridos com veículos e potencialmente a centenas de pessoas pisoteadas, visto que a maioria das portas de saída haviam sido trancadas com cadeado e no local não havia policiais ou seguranças suficientes.

## Explosões
Pouco após se iniciar o Show 1º de Maio, um vigia encarregado do estacionamento do Riocentro testemunhou dois carros atravessarem o canteiro e dirigirem-se para o local onde minutos depois o Puma explodiria. Esse veículo levava dois ocupantes, o capitão Wilson Luís Chaves Machado, proprietário e motorista do carro e conhecido pelo codinome "Doutor Marcos", e o sargento Guilherme Pereira do Rosário, codinome "Agente Wagner". Ambos integravam o DOI-CODI do I Exército, no Rio de Janeiro, e pertenciam ao aparelho de repressão que, desde 1975, progressivamente vinha sendo desativado devido ao processo de reabertura. O sargento Rosário era treinado em montagem de explosivos, ao passo que Machado atuava como chefe do patrulhamento da segurança do presidente Figueiredo, quando este se encontrava no Rio.
Por volta das 21h20min, quando Elba Ramalho começava a cantar "Banquete de Signos", o Puma, com as janelas quase todas fechadas, pôs-se em movimento em marcha à ré, a fim de deixar a vaga em que estava estacionado; repentinamente, nesse momento ele sofreu uma explosão interna que lhe inflou o teto e fez com que suas portas laterais fossem expelidas. Confissões posteriores revelariam que a bomba detonada havia sido preparada e armazenada por Hilário José Corrales, um marceneiro em cuja casa se reuniam militares radicais do DOI-CODI.
O sargento Rosário, que levava a bomba no colo, morreu imediatamente, enquanto o capitão Machado foi capaz de retirar-se dos destroços, embora gravemente ferido e segurando com as mãos as próprias vísceras expostas. Cambaleando, ele andou cerca de duzentos metros e sentou-se em uma escadaria de acesso ao espaço do show, gemendo por socorro. Contudo, não havia médicos, enfermeiros ou ambulâncias disponíveis no Riocentro, a despeito da magnitude do evento. Ele foi socorrido cerca de 25 minutos depois da explosão no Puma e levado para o Hospital Municipal Miguel Couto, onde pediu que telefonassem ao capitão Francisco de Paula Sousa Pinto para avisá-lo do ocorrido. Este, ao chegar ao hospital, identificou o ferido como capitão do Exército. Um dos integrantes da equipe de cirurgia que atendeu Machado disse que, sob efeito da anestesia, o militar teria murmurado que "deu tudo errado".
Trinta minutos depois da explosão do Puma, uma segunda explosão atingiu a Casa de Força do Riocentro, a miniestação responsável pela alimentação de eletricidade do centro de eventos. Como mais tarde se comprovou, essa bomba foi arremessada por cima do muro da Casa de Força pelo coronel Freddie Perdigão Pereira, que era próximo do preparador de explosivos Hilário José Corrales e também de Heitor Ferreira, secretário particular dos presidentes Ernesto Geisel e João Figueiredo. Contudo, o explosivo arremessado foi parar no pátio da Casa de Força, distante do equipamento de fornecimento de energia, e assim falhou em atingir seu alvo e causar danos significativos, isto é, sem produzir o blecaute generalizado que se objetivara. Minutos depois dessa segunda explosão, um Chevrolet Opala branco, que estava estacionado num pátio reservado do Riocentro, pôs-se em movimento e seu ocupante gritou para um guarda: "Vocês ainda não viram nada! O pior vai acontecer lá dentro!"
Nos minutos que se sucederam à explosão do Puma, muitas pessoas se aglomeraram em volta do carro, inclusive outros dos sete militares do DOI-CODI que participavam do ataque. Às 22h, Amaro Ribeiro Pereira, um segurança do Riocentro, aproximou-se do Puma e observou a presença de dois homens, que se identificaram como capitães do Exército. Com a chegada da polícia, perto das 22h30min, a área em volta do carro foi isolada.
Paralelamente, as redações de jornais começam a receber informações sobre o atentado e, como consequência, jornalistas e fotógrafos dirigiram-se ao Riocentro, chegando a tempo de registrar os danos causados ao carro. Além dos jornalistas e da polícia, também dirigiu-se ao Riocentro uma equipe de perícia forense, que identificou e desativou no interior do Puma semidestruído outras duas bombas, além de uma pistola e de uma granada de mão do tipo usado pelo Exército, evidências de que o plano dos terroristas incluíra outras explosões além daquelas que efetivamente foram deflagradas. Isso foi confirmado à imprensa presente no Riocentro, por volta da meia-noite, pelo perito Humberto Guimarães, conhecido como "Cauby", e depois corroborado pelo delegado Petrônio Henrique Romano. As duas bombas, duas granadas do tipo cilíndrico usado pelo Exército Brasileiro, chegaram a ser mostradas por reportagens da Rede Globo na sequência do atentado, mas nos dias seguintes passaram a ser omitidas.
Mais tarde, o tenente Wachulec, que trabalhava no Riocentro, testemunhou um homem retirar objetos do carro, notadamente as duas bombas cilíndricas. Como depois comprovou-se, esse homem era o capitão Divany Carvalho Barros, conhecido como "Doutor Áureo", que, por ordem do chefe do DOI-CODI do I Exército, o tenente-coronel Júlio Miguel Molinas Dias, realizou uma operação de limpeza no veículo, retirando de seu interior as bombas, a granada e a pistola, bem como a agenda pessoal do sargento morto na explosão. A partir do dia seguinte, a existência de outras bombas no interior do Puma seria veementemente negada pelo delegado Newton Costa, diretor do Departamento Geral de Investigações Especiais, e pelo general Gentil Marcondes Filho, comandante do I Exército, pois confrontava a versão defendida pela PM e pelo Exército: a de que os militares no Puma teriam sido vítimas de um ataque de terroristas de esquerda, que teriam arremessado uma bomba no interior do carro em movimento, através de sua janela entreaberta. Assim, o detetive Cauby não foi mais encontrado pela imprensa e o delegado Petrônio Henrique Romano mudou seu relato dos fatos.

## Investigações
Não restam dúvidas de que os dois, o sargento Guilherme Pereira do Rosário e o capitão Wilson Luís Chaves Machado, provocaram o ataque a bomba e não foram as vítimas. É nítido que os dois, como membros do DOI-CODI, agiam sob as ordens de superiores no momento em que a bomba acidentalmente explodiu.

Relatório da CIA (1981).
Imediatamente após o fracasso do atentado, iniciou-se um esforço conjunto para que não houvesse a apuração dos responsáveis pelo Atentado do Riocentro e a culpa fosse transferida para organizações de esquerda que se encontravam fragilizadas e havia anos não tinham qualquer capacidade de ação. Em última instância essas tentativas seriam frustradas, pois logo ficou claro que o capitão Wilson Luís Chaves Machado e o sargento Guilherme Pereira do Rosário não eram vítimas e sim os perpetradores do ataque, e naquela noite agiam sob ordens de seus superiores do DOI-CODI.
Segundo documentos da Central Intelligence Agency (CIA), tornados públicos na década de 2010, o diretor do SNI e o comandante do Exército conheciam inteiramente os planos para o atentado no Riocentro, embora não estivesse claro se o presidente Figueiredo tivera participação no plano. Nessa mesma década, viriam a público confissões e documentos do Exército indicando que sete agentes do DOI-CODI participavam da ação terrorista no Riocentro, e que o presidente João Figueiredo e militares do seu entorno souberam dos planos com ao menos um mês de antecedência e se esforçaram para encobrir sua autoria.

### Inquérito policial militar de 1981
No dia seguinte às explosões, o general Gentil Marcondes Filho, comandante do I Exército, determinou que o enterro do sargento Guilherme do Rosário fosse realizado com honras militares e, em um episódio incomum, fez questão de carregar uma alça do caixão, em clara demonstração de apreço pelo morto. Na saída do cemitério, ele declarou que os militares no Puma estavam no local cumprindo ordens suas, em missão de informação, quando teriam sido alvo de um ataque, e essa versão foi complementada pelo coronel Job Lorena de Sant'anna, chefe da 5ª Seção do I Exército, que leu uma nota reafirmando que o capitão e o sargento tinham sido vítimas de um atentado terrorista.
Apesar das declarações e imagens realizadas na noite do acidente, tanto o general Gentil Marcondes Filho quanto o delegado Newton Costa, diretor do Departamento Geral de Investigações Especiais, passaram a negar a existência de outros explosivos dentro do Puma. Como parte da farsa, o secretário de Segurança Pública do Rio de Janeiro, general Valdir Muniz, declarou em uma entrevista que os militares no Puma tinham sido vítimas da ação de terroristas, e o comandante da PM do Rio de Janeiro, coronel Newton Albuquerque Cerqueira, afirmou que suspendera o policiamento do Riocentro no dia do show por se tratar de um evento da iniciativa privada, embora o mesmo show tivesse sido policiado em anos anteriores e eventos da mesma magnitude sempre contassem com policiamento.
No mesmo dia, o general Valdir Muniz afirmou que o capitão Machado — então incomunicável e gravemente ferido — teria relatado que, ao pôr o Puma em movimento, ele e o sargento Rosário teriam sido surpreendidos com a presença de uma bomba no interior do carro; o sargento Rosário teria dito “Há uma bomba aqui!”, e, na sequência, teria tocado o objeto com suas mãos e este teria explodido. Essa se tornaria a versão oficial defendida por oficiais do Exército e autoridades da ditadura, isto é, de que os dois militares teriam sido vítimas, surpreendidos com a explosão de um artefato colocado por terceiros no interior do veículo. Essa versão implausível seria contradita pelo próprio capitão Wilson Machado no âmbito do inquérito policial militar (IPM) que foi instaurado pelo Exército devido à grande repercussão do caso. Em depoimento, o convalescente capitão reconheceu não ter travado qualquer diálogo desse tipo com o sargento Rosário.
O encarregado do IPM, coronel Luiz Antônio do Prado Ribeiro, realmente buscou apurar os fatos, e apontou, por meio do depoimento do tenente-coronel Júlio Miguel Molina, então chefe do DOI-CODI no Rio de Janeiro, que na noite de 30 de abril o capitão Machado estivera no Riocentro para supervisionar uma equipe de sete agentes em ação, quando a bomba que levava no carro explodiu por acidente. Contudo, em poucos dias o coronel Prado Ribeiro foi substituído pelo coronel Job Lorena de Sant’anna. Essa substituição foi amplamente questionada na imprensa da época, e durante o IPM de 1999 o coronel Prado Ribeiro confirmou que sofrera grandes pressões e ameaças, e fora forçado a renunciar justamente por ter buscado esclarecer o caso. Segundo ele, ele foi substituído por se recusar a conduzir uma investigação fajuta, cuja finalidade era concluir que o atentado tivera "autoria desconhecida".
Como se soube mais tarde, o legista Elias Freitas, responsável pela necropsia de Guilherme do Rosário, concluiu, a partir das lesões no cadáver, que a bomba explodira no colo do sargento, visto que seu rosto e genitália se encontravam dilacerados; contudo, por ordens do coronel Job Lorena de Sant’anna, o relatório final apontou que a bomba explodira entre a perna do sargento e a porta do carro, de forma a corroborar a versão de que a bomba fora plantada no veículo. O laudo cadavérico também mostrou que Guilherme do Rosário trajava coturnos militares quando morrera, contrariando a versão de que ele se encontrava em missão de observação e monitoramento.
A forma mentirosa como o IPM foi conduzido gerou fortes reações. O deputado Ulysses Guimarães acusou o governo de fechar os olhos para os mais de cem atentados terroristas realizados por militares entre 1980 e 1981, e até mesmo altos oficiais passaram a admitir que as explosões eram obra de militares. O presidente Figueiredo reconheceu que a “situação estava pesada”, mas revidou dizendo que "nem uma, nem duas mil bombas" modificariam sua decisão de "prosseguir com a abertura política".
Em vista dessas questões, o resultado do IPM chefiado pelo coronel Job Lorena de Sant’anna, de que os ocupantes do Puma haviam sido vítimas de uma bomba, instalada entre a porta e o banco do carro, enquanto "observavam a influência de elementos de esquerda” durante o show, foi imediatamente recebido como uma grande farsa, tanto pela imprensa quanto pela sociedade, e em última instância sepultou as condições de governabilidade do presidente-general Figueiredo.
A ideia de que a investigação fora abafada, a fim de impedir que altos oficiais do Exército fossem incriminados, foi mais tarde confirmada pelo almirante de esquadra Júlio de Sá Bierrenbach, à época ministro do Superior Tribunal Militar. Durante o julgamento de um pedido de arquivamento do IPM, em outubro de 1981, Bierrenbach foi o único a votar contra o pedido, mais tarde reconhecendo que "não podia engolir aquela solução [pois] era uma farsa total". Veementemente constrangido por seus pares e acusado de ofender as Forças Armadas, mais tarde Bierrenbach confirmou que desde o princípio estivera claro que o Atentado do Riocentro havia sido um ato terrorista de direita e, em 2014, depôs à Comissão Nacional da Verdade, confirmando que a investigação levada a cabo na sequência do atentado foi abafada para inocentar altos oficiais vinculados ao crime.

### Sucessivos pedidos de reabertura
Em 1985, o coronel Dickson Grael, que havia sido chefe de segurança do Riocentro até poucas semanas antes do atentado, quando foi demitido sem maiores explicações e substituído pelo tenente Cesar Wachulec, pleiteou judicialmente a reabertura das investigações, com base nos testemunhos do tenente Wachulec e do diretor-técnico do Riocentro, Nilton Nepomuceno, que testemunharam a retirada de duas bombas desativadas do banco traseiro do Puma. Nesse processo, o segurança José Geraldo de Jesus, que trabalhara no Riocentro, depôs ter testemunhado a retirada de outras bombas, que haviam sido instaladas no palco onde ocorria o show. Apesar disso, o pedido do coronel Grael foi negado. Pedidos semelhantes, buscando reabrir as investigações sobre o Caso Riocentro, seriam apresentados sucessivamente em 1987, 1996 e 1998, mas também sem sucesso, normalmente com base em uma interpretação bastante disputada da Lei da Anistia, visto que essa somente seria aplicável a crimes cometidos entre 1961 e 1979.
Contudo, investigações levadas a cabo pela Comissão de Direitos Humanos da Câmara dos Deputados, então presidida por Hélio Bicudo, obtiveram novas evidências e o caso foi levado ao Procurador-Geral da República Geraldo Brindeiro, que encaminhou o pedido de investigação ao Ministério Público Militar. Após colher onze depoimentos e evidenciar as contradições nas perícias realizadas e a existência de novas provas, o procurador-geral da Justiça Militar, Kleber de Carvalho Coelho, pediu a abertura de novo IPM.
Dentre esses depoimentos se encontrava o do coronel da reserva que havia sido posto no comando da PM horas antes do show no Riocentro, Ile Marlen Lobo Pereira Nunes. Diante da Comissão de Direitos Humanos, ele confirmou o depoimento do segurança José Geraldo de Jesus em 1985 e confessou que, momentos depois da explosão da bomba no Puma, cinco agentes militares o procuraram alertando que duas bombas haviam sido instaladas no interior do pavilhão onde se realizava o show musical e pedindo autorização para desmontá-las.

### Inquérito policial militar de 1999

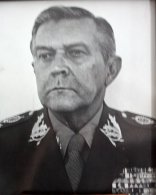
A dupla de generais Newton Cruz e Octávio Aguiar de Medeiros (na imagem), membros do círculo imediato ao Presidente João Figueiredo, foi indiciada por crimes relacionados ao Atentado do Riocentro

Efetivamente instaurado em junho de 1999, o novo IPM foi conduzido pelo general Sérgio Ernesto Alves Conforto. Dentre outras coisas, esse inquérito incluiu um estudo criminalístico que demonstrou que os artefatos explosivos usados no atentado eram peças de elaboração sofisticada, isto é, que haviam sido preparados por pessoal com treinamento profissional e com o emprego de temporizadores para detonação e nitroglicerina gelatinosa, materiais esses que jamais estiveram ao alcance de grupos guerrilheiros mas eram comumente usados por grupos militares extremistas. Graças aos depoimentos de militares e outras testemunhas, coletados pelo general Conforto, confirmou-se que a operação no Riocentro incluiu sete agentes, sendo a maioria deles do DOI-CODI.
Após três meses de trabalho, o IPM concluiu que o planejamento e execução do atentado foram resultado de uma colaboração entre o SNI e o DOI-CODI do I Exército. Mais ainda, ele apontou o envolvimento dos generais Octávio Medeiros e Newton Cruz, além do coronel Wilson Machado, do sargento Guilherme do Rosário e do coronel Freddie Perdigão, estes últimos já mortos.
Em um episódio notável, o general Octávio Medeiros, à época chefe do SNI, confessou que o presidente João Batista Figueiredo e o general Danilo Venturini, chefe do Gabinete Militar da Presidência, haviam sido informados pelo general Newton Cruz, com mais de um mês de antecedência, de que o DOI-CODI do I Exército vinha preparando um atentado terrorista que seria desferido no Riocentro. O próprio Newton Cruz lhe teria avisado do atentado uma semana antes do show. O general Newton Cruz, à época chefe da Agência Central do SNI e, portanto, subordinado a Medeiros, confirmou que o atentado era obra de agentes do DOI-CODI descontentes com a reabertura política mas minimizou os objetivos do ataque, justificando que era "uma bombinha artesanal, caseira, dessas que jogavam em bancas de jornal e todo mundo achava graça". Mais importante, Cruz contradisse Medeiros e disse que soubera do atentado cerca de 1,5h antes da explosão no Puma. Em vista das discrepâncias, em 27 de janeiro de 2000 eles foram submetidos a uma acareação diante do general Sérgio Conforto, que concluiu que, de fato, Figueiredo soubera com antecedência dos planos para o atentado terrorista. O inquérito finalizado indiciou o tenente Wilson Machado por homicídio qualificado, punível com doze a trinta anos de prisão, e o general Newton Cruz por falso testemunho, crime este com pena de dois a seis anos de prisão, e desobediência, sujeito a uma pena de até seis meses de encarceramento.
Apesar das revelações, em 3 de maio de 2000 o Superior Tribunal Militar determinou novamente o arquivamento do caso, justificando que os envolvidos já haviam sido incluídos no inquérito anterior, transitado em julgado, e que era contra o indiciamento do general. Apesar de reconhecer a existência de fatos novos que haviam sido levantados pela investigação, o relator, ministro Carlos Alberto Soares, argumentou a favor do enquadramento dos crimes pela Lei da Anistia, e, assim, pela extinção da punibilidade de quaisquer envolvidos. Assim, o processo foi novamente arquivado.

### Comissão da Verdade e novas denúncias
Em 1 de novembro de 2012, o coronel Júlio Miguel Molinas Dias, que fora comandante do DOI do I Exército, no Rio de Janeiro, foi assassinado em sua residência no Rio Grande do Sul, e, durante as investigações, a Polícia Civil encontrou e apreendeu dentre seus pertences um grande número de documentos inéditos a respeito do Ataque no Riocentro, incluindo manuscritos, memorandos, registros de ordens e telefonemas datilografados, que revelavam que o Exército sabia quem eram os culpados pelo Atentado do Riocentro e expunham detalhes da operação executada pelo Exército para evitar que os fatos viessem à tona e incriminassem os terroristas. Esses documentos foram entregues pelo governador do Rio Grande do Sul, Tarso Genro, à Comissão Nacional da Verdade (CNV).
Em 2013, a Comissão Estadual da Verdade do Rio de Janeiro, braço da CNV, passou a investigar o Ataque no Riocentro, coletando novos depoimentos e mostrando outras contradições e omissões nas investigações anteriores. Notadamente, nessa ocasião o major reformado Divany Carvalho Barros confessou ter recebido de seus superiores a missão de apagar provas que pudessem incriminar os militares envolvidos na operação, motivo pelo qual dirigira-se ao Riocentro e removera objetos do Puma.
Dentre as conclusões da CNV, cujo relatório preliminar sobre o Caso no Riocentro foi apresentado em abril de 2014, estava a de que o atentado "não foi obra de lunáticos nem de agentes que agiram por conta própria" e sim uma ação articulada do Estado brasileiro visando uma estratégia política: inibir o processo de abertura política que começava a ocorrer no Brasil.
Em parte graças às novas informações coletadas pela CNV, em maio de 2014 a Justiça Federal decidiu por aceitar uma denúncia do Ministério Público Federal (MPF), ordenando ao Exército Brasileiro que lhe encaminhasse as folhas de alterações de quatro oficiais da reserva, acusados, juntamente com dois outros réus, de crimes relacionados ao atentado. As investigações do MPF vinham ocorrendo desde 2012, no âmbito do grupo Justiça de Transição, que apurava crimes políticos do regime militar, e produziram 38 volumes de documentos e 36 horas de gravações de depoimentos, em áudio e vídeo.
A denúncia do Ministério Público Federal pedia a prisão de seis indivíduos, dos quais quatro jamais haviam sido acusados nos inquéritos passados: os generais Newton Cruz e Nilton Cerqueira, o delegado Cláudio Antonio Guerra e o coronel Wilson Machado, pelos crimes de homicídio doloso tentado (duplamente qualificado, por motivo torpe e uso de explosivo), associação criminosa armada e transporte de explosivos; o general Edson Sá Rocha (o "doutor Silvio", chefe de Operações do DOI-CODI do I Exército), por associação criminosa armada; e o major Divany Carvalho Barros, por fraude processual.

O Riocentro foi planejado para ser, possivelmente, o maior atentado terrorista da história do Brasil. Felizmente, as falhas na execução relegaram a operação a ocupar outro papel na história: o de ser mais um episódio revelador da violência do Estado ditatorial contra a sociedade brasileira.

Relatório da CNV.
Adicionalmente, a denúncia responsabilizava outros militares já mortos: os generais Octávio de Medeiros e Job Lorena de Sant’Anna, os coronéis Freddie Perdigão Pereira, Ary Pereira de Carvalho, Alberto Carlos Costa Fortunato, Luiz Helvecio da Silveira Leite, o tenente-coronel Júlio Miguel Molinas Dias, o sargento Guilherme Pereira do Rosário e o marceneiro Hilário José Corrales.
A denúncia apresentada pelo Ministério Público Federal argumentava que o Atentado do Riocentro era parte de uma longa série de atentados a bomba que configurava um ataque sistemático de agentes do Estado brasileiro contra a população civil e, como tal, constituiria crime contra a humanidade e, portanto, seria imprescritível de acordo com um princípio amplamente aceito e devidamente incorporado ao Direito Internacional.
Contudo, em julho do mesmo ano, por dois votos a um, o Tribunal Federal da 2ª Região determinou o trancamento da ação penal referente ao Riocentro e concedeu habeas corpus contra o recebimento da denúncia dos quatro oficiais da reserva, por julgar que os crimes haviam prescrevido. Dois desembargadores entenderam que o caso não poderia ser enquadrado como crime contra a humanidade pois essa categoria é proveniente de princípios e costumes do direito internacional dos quais não se pode "lançar mão com tanta facilidade", e, como consequência, todos os crimes cometidos estariam prescritos.
Essa decisão foi contestada pelo MPF, por meio de recurso que foi julgado em 28 de agosto de 2019 pelo Superior Tribunal de Justiça. Nessa ocasião, embora o ministro Rogerio Schietti Cruz tenha proferido um voto de 108 páginas afastando a possibilidade de aplicação da Lei da Anistia a crimes cometidos após a edição da lei, em 1979, e concordando que o Atentado do Riocentro foi parte de uma série de outros ataques orquestrados com a mesma finalidade, que constituiriam crime contra a humanidade e seriam imprescritíveis, a Terceira Seção do Superior Tribunal de Justiça, por 5 votos a 2, rejeitou o recurso. Da mesma forma, em 2019 o MPF apresentou um recurso ao Supremo Tribunal Federal, que foi rejeitado em decisão individual do ministro Marco Aurélio Mello.

## Legado
O Atentado do Riocentro foi planejado para ser o maior atentado terrorista da história do Brasil, e seus resultados só não foram catastróficos devido à maneira atrapalhada com que foi executado. A revelação de que as Forças Armadas abrigavam grupos terroristas e, sobretudo a maneira corporativista com que o Exército conduziu as investigações, acobertando os responsáveis e forjando evidências, chocaram a sociedade brasileira e em última instância sepultaram o governo Figueiredo e sua capacidade de levar a cabo o projeto de reabertura delineado por Geisel, que dependia da manutenção do controle do país nas mãos dos militares por meio da eleição de seus sucessores na Presidência.
Embora, na manhã seguinte às explosões no Riocentro, Figueiredo aparentemente tenha recebido bem a notícia do ocorrido no Riocentro, supostamente dizendo que "até que enfim os comunistas fizeram uma bobagem", logo ficou claro que a condução desastrada do atentado expusera seus autores e as Forças Armadas, demonstrando que existia um núcleo terrorista dentro do próprio regime e, assim, comprometendo o próprio governo. De fato, menos de 24 horas depois do atentado, o ministro da Justiça, Ibrahim Abi-Ackel, declarava que "a bomba explodiu no governo".
Durante as investigações levadas a cabo pelo IPM, a oposição oficial notou com entusiasmo que “a bomba do Riocentro pode representar para o governo Figueiredo o que o martírio de Vladimir Herzog significou para o governo Geisel” (quando deu-se início à desarticulação da tortura), isto é, que o atentado no Riocentro apresentava uma oportunidade para que o governo acabasse com a “clamorosa impunidade de quase cem atentados” não resolvidos entre 1980 e 1981. Diante desses numerosos atentados Figueiredo reagira com teatralidade e arroubos de bravura — famosamente dizendo que explosões não surtiriam efeito em seu governo e que "é para abrir mesmo. E quem quiser que não abra, eu prendo, arrebento" — mas sem interferir nos esquemas que asseguravam que as investigações desses atentados jamais levassem à prisão dos criminosos. Diante da notoriedade que adquiriu o Atentado do Riocentro, a expectativa era de que o governo enfim agisse para punir os militares responsáveis e, assim, enfim "desativasse o terrorismo" de Estado que vinha sendo perpetrado.
O próprio presidente Figueiredo admitiu que a situação estava "pesada”, visto que o atentado escancarara o governo diante da sociedade brasileira e levara a "uma guerra particular nos subterrâneos do regime", ou seja, dividira as Forças Armadas: de um lado a linha dura, que considerava os atentados terroristas ações heroicas em defesa da pátria, e do outro lado os "castelistas", isto é, o setor das Forças Armadas que exigia que o governo tratasse os militares terroristas com justiça, isto é, da mesma forma que trataria civis que fossem responsáveis por ataques do mesmo tipo. Por fim, Figueiredo demonstrou falta de vontade política para combater o terrorismo militar e permitiu ao Exército bloquear as investigações e inocentar os militares de qualquer culpa, por meio de um inquérito que, aos olhos de toda a sociedade, claramente buscava ocultar a verdade dos fatos.
Como reação ao acordo tácito entre o governo Figueiredo e o setor das Forças Armadas responsável pelo ataque, que trocara sua não punição pelo fim dos ataques terroristas, três meses após o ataque renunciou o general Golbery do Couto e Silva, ministro da Casa Civil que também era o grande estrategista da "abertura política controlada" e o "artífice da candidatura de Figueiredo à Presidência". Seu substituto, João Leitão de Abreu, afirmava ser "a injustiça preferível à desordem". Sob intensa pressão, pouco depois Figueiredo sofreu um infarto que o obrigou a deixar o governo por quase dois meses nas mãos do vice-presidente, e seu governo jamais recuperou a autoridade moral necessária à continuidade dos planos da ditadura, que incluíam eleger um candidato governista nas próximas eleições indiretas.
Assim, além do Puma, as bombas no Riocentro destruíram a potencial candidatura do general Octávio de Medeiros — o candidato preferido de Figueiredo — à Presidência, e as tentativas dos militares de continuarem mantendo-se no poder. Com a aproximação das eleições gerais em 1982, que, pela primeira vez desde os anos 1960, permitiriam o voto direto para governador, o governo militar alterou subitamente as regras eleitorais por meio da Emenda Constitucional nº 22, a fim de evitar um desastre, mas mesmo assim a população elegeu massivamente políticos da oposição à ditadura.
Ao mesmo tempo, na sequência do Atentado do Riocentro a sociedade passou a cobrar mudanças com maior vigor, e as greves e manifestações de rua tornaram-se maiores e mais frequentes. A oposição foi capaz de aglutinar o sentimento contra a ditadura, sobretudo na pessoa de Tancredo Neves; assim, a partir de 1983 o Brasil foi às ruas pela aprovação da Emenda Dante de Oliveira, na campanha que ficou conhecida como Diretas Já e levou à eleição indireta de Tancredo Neves, o primeiro presidente civil em décadas, cuja vitória deu início à Nova República.